# 磁山站
磁山站是位于中华人民共和国河北省武安市磁山镇的一个铁路车站，建于1944年，有邯长铁路和马磁铁路经过该站，现办理客货运业务，车站及其上下行区间均已电气化。车站距离邯郸站44公里，隶属中国铁路北京局集团，是二等站。